# Cristiano de Hanôver
Cristiano de Hanôver (em alemão: Christian Heinrich Clemens Paul Frank Peter Welf Wilhelm-Ernst Friedrich Franz Prinz von Hannover Herzog zu Braunschweig und Lüneburg Königlicher Prinz von Großbritannien und Irland) nasceu em 1 de Junho de 1985, Hildesheim, na Baixa Saxônia, Alemanha. É o segundo e último filho de Ernesto Augusto V, Príncipe de Hanôver e de sua primeira esposa, Chantal Hochuli. Ele tem um irmão mais velho, Ernesto, e uma meia-irmã, a princesa Alexandra. O príncipe foi educado no prestigioso Malvern College.
Ele se casou com Alessandra de Osma numa cerimônia civil em 2017 e numa cerimônia religiosa em 2018. 